# بيتر كوكرين
بيتر كوكرين (بالإنجليزية: Peter Cochrane)‏ هو مؤرخ أسترالي، ولد في 15 أبريل 1950 في ملبورن في أستراليا.